# Daniele Maggioni
Daniele Maggioni (Milano, 1949) è un produttore cinematografico, sceneggiatore e regista italiano.

## Biografia
Ha studiato alla Scuola di Cinema di Milano. Nel 1984 con Silvio Soldini e Luca Bigazzi ha fondato la casa di produzione Bilicofilm denominata poi Monogatari dal 1989. In questo periodo ha prodotto i primi film di Silvio Soldini, dal cortometraggio Giulia in ottobre fino al primo lungometraggio L'aria serena dell'Ovest (1989). Successivamente per la regia di Sivio Soldini ha prodotto Un'anima divisa in due (1984) che vinse la Coppa Volpi alla Mostra Internazionale d'Arte Cinematografica di Venezia e poi Le acrobate (1987) e Pane e tulipani (1999), con cui vinse nove David di Donatello.
È stato tra i soci fondatori di Doc/it, Associazione dei documentaristi italiani,  di API, Autori Produttori Italiani e di Moviementu, Rete Cinema Sardegna.
Nel 2000 ha chiuso la sua esperienza con la società Monogatari e ha prodotto il film d'esordio di Cesare Cicardini La precisione del caso e per la casa di produzione Studio Azzurro il film di Paolo Rosa Il mnemonista. Nel 2002 ha prodotto con Mario Castagna il film Forza cani di Marina Spada. Nel 2006 ha scritto e prodotto un altro film di Marina Spada, Come l'ombra presentato con successo al Festival di Venezia e al Festival di Toronto e premiato per la miglior regia al Festival cinematografico di Mar del Plata nel 2007.
Dal 2001 al 2009 è stato direttore della Scuola di Cinema Televisione e Nuovi Media di Milano.
Ha scritto con Maria Grazia Perria la sceneggiatura del film Il mio domani per la regia di Marina Spada e presentato in concorso al Festival Internazionale del film di Roma nel 2011.
Nel 2011 ha diretto il suo primo lungometraggio Tutto Bene, scritto con a Maria Grazia Perria e prodotto da Mario Castagna per Altamarea film. Il film è stato presentato in anteprima nel 2011 al Festival Filmmaker.
Nel 2015 ha prodotto il film d'esordio di Monica Castiglioni Miriam il diario, presentato nello stesso anno a Festival Filmmaker di Milano. Nel 2017 ha realizzato il suo secondo lungometraggio Nel mondo grande e terribile, in co-regia con Maria Grazia Perria e Laura Perini sulla via e sul pensiero di Antonio Gramsci presentato in concorso al Shangai International Film Festival  nel 2017.
Nel 2019 ha co-diretto con Maria Grazia Perria il film Piove Deserto interpretato tra gli altri da Gianmarco Tognazzi.
Nel 2022 ha realizzato il cortometraggio Occupazioni presentato in competizione al 68° Festival internazionale del cortometraggio di Oberhausen

## Filmografia

### Produttore

#### Cortometraggi
- Giulia in ottobre, regia di Silvio Soldini (1985)
- Femmine, folle e polvere d'archivio, regia di Silvio Soldini (1993)
- D'estate, regia di Silvio Soldini (1993)
- Il confine, regia di Cesare Cicardini (1996)
- Rita incontra un'amica, regia di Monica Castiglioni (2000)
- Sogni, regia di Monica Castiglioni (2001)
- L'autobus regia di Giovanni Columbu (2015)

#### Documentari
- La fabbrica sospesa, regia di Silvio Soldini (1988)
- Musiche bruciano, regia di Silvio Soldini (1992)
- Made in Lombardia, regia di Silvio Soldini (1996)
- L'ideogramma capovolto, regia di Daria Menozzi e Olivo Barbieri (1998)
- Il futuro alle spalle - Voci da un'età inquieta, regia di Silvio Soldini (1998)
- Lavorare stanca, regia di Antonio Bocola e Paolo Vari (1999)
- Rom Tour documentario, regia di Silvio Soldini (1999)
- Surbiles documentario, regia di Giovanni Columbu (2017)

#### Lungometraggi
- L'aria serena dell'ovest, regia di Silvio Soldini (1989)
- Provvisorio quasi d'amore, film a episodi (1989)
- Un'anima divisa in due, regia di Silvio Soldini (1994)
- Miracoli, storie per corti, regia di Mario Martone, Paolo Rosa, Silvio Soldini (1994)
- Le acrobate, regia di Silvio Soldini (1997)
- Pane e tulipani, regia di Silvio Soldini (2000)
- Il mnemonista, regia di Paolo Rosa (2000)
- La precisione del caso, regia di Cesare Cicardini (2001)
- Forza cani , regia di Marina Spada (2002)
- Come l'ombra, regia di Marina Spada (2006)
- La piccola a, regia di Salvo D'Alia e Giuliano Ricci (2008)
- Miriam il Diario, regia di Monica Castiglioni  (2015)

### Sceneggiatore
- Come l'ombra, regia di Marina Spada (2011)
- Il mio domani, regia di Marina Spada co-sceneggiatore con Maria Grazia Perria (2011)
- Tutto Bene, co-sceneggiatore con Maria Grazia Perria (2011)
- Nel mondo grande e terribile, co-sceneggiatore con Maria Grazia Perria e Laura Perini (2017)
- Piove Deserto co-sceneggiature con Maria Grazia Perria (2019)

### Regista

#### Cortometraggi
- Splendid Milano, co-regia con Silvano Cavatorta (1974)
- Revolt, co-regia con Silvano Cavatorta (1975)
- Danuta Galinat, co-regia con Silvano Cavatorta (1976)
- Feda Fargas, co-regia con Silvano Cavatorta (1976)
- Absolute Beginner (2013)
- Occupazioni (2022)

#### Lungometraggi
- Tutto bene (2011)
- Nel mondo grande e terribile, co-regia con Maria Grazia Perria e Laura Perini (2017)
- Piove Deserto co-regia con Maria Grazia Perria (2019)

## Pubblicazioni
- Joris Ivens, con Silvano Cavatorta, Castoro Cinema, (1980)
- Professione Filmmaker, Arnoldo Mondadori Editore, (1997)
- Filmmaker Digitale, con Angelo Albertini, Hoepli, (2008)